# Физиотерапия

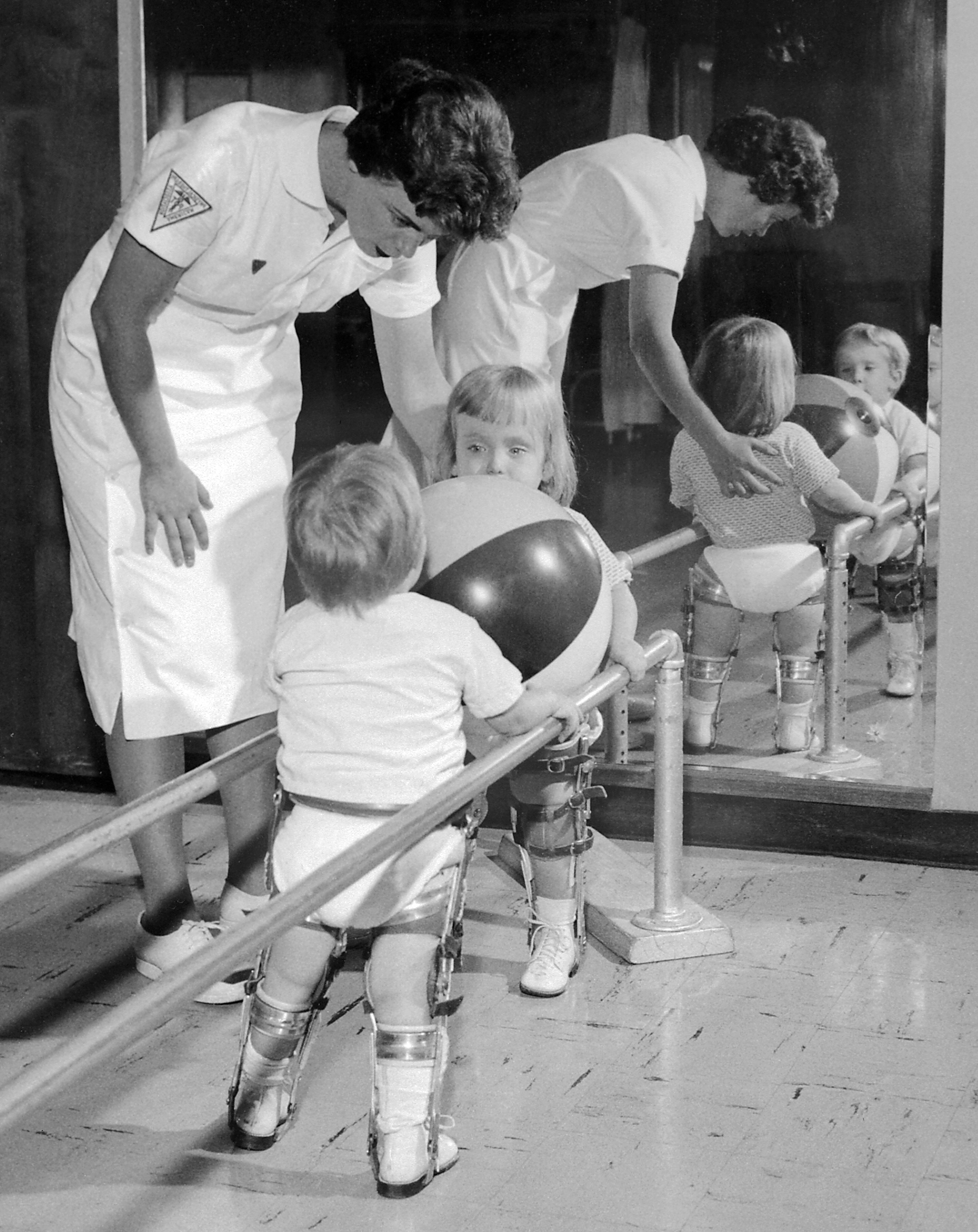
Физический терапевт (специалист по реабилитации) помогает детям, больным полиомиелитом, стоять на ногах, держась за поручни

Фи́зиотерапи́я (греч. φύσις — «природа» и θεραπεία — «лечение») — название направления в медицине, имеющее различное значение в странах Западной Европы, США, постсоветском пространстве. 

## Определения

### В англоязычной литературе
В западных странах физиотерапия представляет собой услуги по реабилитации. Услуги физической терапии (англ. physical therapy) оказываются пациентам с целью развития, поддержания и восстановления максимальной свободы движений тела и функциональных возможностей на протяжении жизни. Услуги предоставляются в случаях, когда функциональность и подвижность тела нарушены в результате старения, травмы, боли, болезни, расстройства, состояния или факторами окружающей среды, с пониманием того, что полнофункциональные движения — это важнейший фактор здоровья.

### В СССР
В СССР физиотерапия понималась как область клинической медицины, изучающая лечебное действие естественных и искусственно созданных природных факторов на организм человека.

### В России
В современной России определение физиотерапии неоднозначно. Большинство авторов определяют её как «науку о применении естественных и преформированных физических факторов для лечения и профилактики заболеваний», однако слово «преформированный» вызывает трудности в его интерпретации. При этом один из наиболее авторитетных авторов, профессор Г. Н. Пономаренко, даёт разные определения в разных публикациях:
1. «Физиотерапия — это наука о применении различных физических методов в лечении больных и профилактике заболеваний»[6].
2. «Современная физиотерапия — область клинической медицины, изучающая действие на организм природных и искусственных физических факторов, применяемых для лечения больных и оздоровления населения»[7].

В соответствии с современными исследованиями доказательной медицины, физиотерапия в российской версии не имеет свидетельств эффективности.

## Цель
Цель физиотерапии — это лечение какого-либо заболевания с использованием экспериментальных физических методов воздействия на тело пациента.
Лечение лекарственными препаратами в определённых ситуациях безусловно оправдано, но при этом возникает вероятность нежелательных и непредвиденных побочных эффектов. Физиотерапия, как правило, безопасна и практически не имеет побочных эффектов, что частично объясняет её высокую популярность у пациентов; недостаток же её в том, что она часто не помогает в лечении заболеваний. Хирургическое вмешательство, как правило, является крайней мерой в процессе лечения. Физиотерапия по сравнению с хирургической операцией нетравматична, что также привлекательно для пациентов.

## В медицинской системе
В системе медицинского образования в США образование физического терапевта считается начальным медицинским образованием (для России специальность врача-физиотерапевта является высшим медицинским образованием). Физические терапевты в США не считаются полноправными врачами и не имеют права назначать лекарства. Они занимаются физической реабилитацией после ампутаций, инсультов, используя методы ЛФК, массажа, различные манипулятивные техники, применяют реабилитационные тренажеры, ортезы. Обучают пациентов, как им лучше двигаться, обслуживать себя, трудиться.
В России эти методы называются физической реабилитацией. Занимаются ею врачи с высшим образованием, при этом реабилитацией одного пациента занимается сразу несколько врачей разных специальностей и младшего медперсонала: травматолог-ортопед, педиатр, невролог, психолог, инструктор-методист ЛФК, массажист, физиотерапевт и медсестра по физиотерапии.
Вячеслав Дубынин описывает физиотерапию как набор процедур, направленных на снижение боли, использующих механизм воротной системы контроля боли. При этом конкретный метод не имеет значения, например, акупунктура, накладывание камней, массаж и просто потирание больного места оказывают одинаковое действие — это раздражает тактильные нейроны, они стимулируют тормозящие нейроны к выработке ГАМК и энкефалинов, которые препятствуют прохождению слабых болевых сигналов в нейроны спинного мозга и далее в гипоталамус (в головной мозг). Этот механизм работает только для слабых болевых сигналов.

## Направления
В современной медицине в России физиотерапия представлена двумя направлениями:
1) лечебная физическая культура (ЛФК) — методы воздействия: физические упражнения, массаж. 
К примеру, у больных с остеартритом колена наблюдался положительный эффект умеренных физических упражнений.

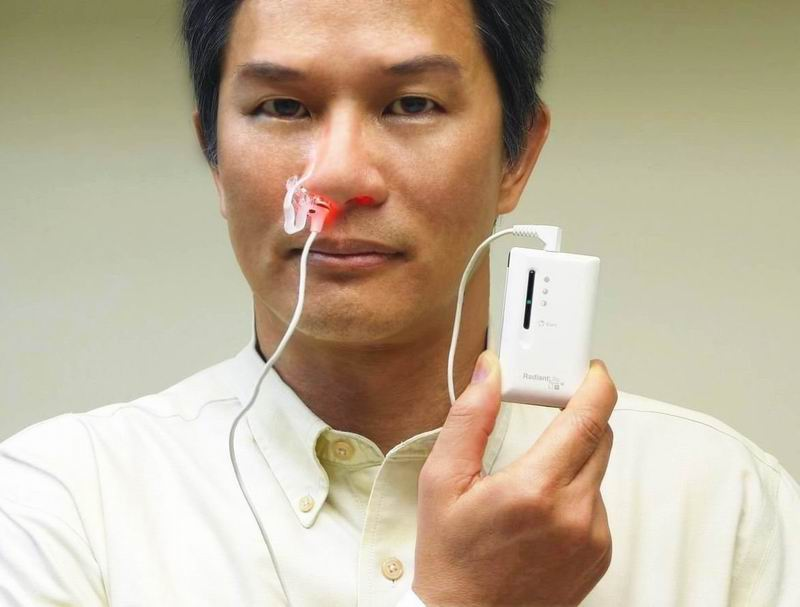
Облучение лазером низкой энергии внутренней полости носа

2) экспериментальные методы физического воздействия на организм человека, они многочисленны, в их классификации нет определённости и единого мнения:
- токами низкого напряжения: гальванизация, четырёхкамерные и двухкамерные гальванические ванны, электрофорез, диадинамотерапия, амплипульстерапия, флюктуоризация, электросонтерапия, электромиостимуляция, транскраниальная и трансвертебральная микрополяризация;
- токами высокого напряжения: дарсонвализация, ультратонотерапия, франклинизация;
- электромагнитным полем: высокочастотная терапия (индуктотермия), ультравысокочастотная терапия, сверхвысокочастотная терапия, крайне высокочастотная терапия, магнитотерапия, транскраниальная магнитная стимуляция, магнитофорез;
- светом: загорание, фототерапия инфракрасным, видимым, ультрафиолетовым или поляризованным светом, лазеротерапия, цветотерапия, окулярная цветотерапия, фотодинамическая терапия; Применение ударно-волновой терапии при латеральной эпикондилалгии (теннисном локте)

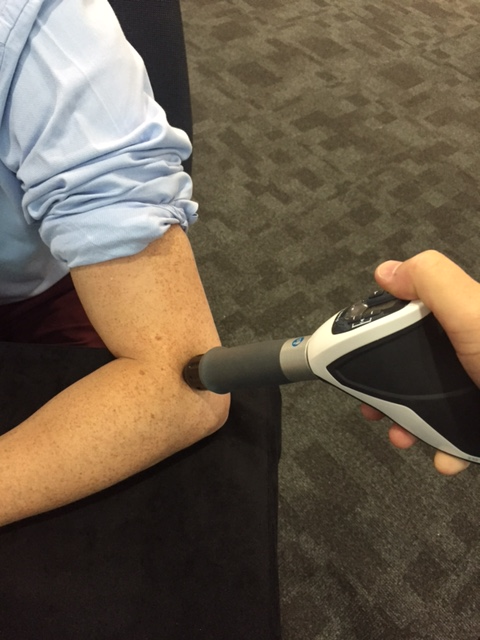
Применение ударно-волновой терапии при латеральной эпикондилалгии (теннисном локте)

- звуком: ультразвуковая терапия, фонофорез, вибротерапия, ударно-волновая терапия, гравитационная терапия, тракционная терапия;
- воздухом, аэрозолями: воздушные ванны, аэроионотерапия, аэрозольтерапия, спелеотерапия, галотерапия, оксигенотерапия, гипокситерапия, ароматерапия;
- пресной водой: гидротерапия, компрессы (припарки), влажные обтирания, влажные обёртывания, обмывания, обливания, души, подводный душ-массаж, вихревые, гидрогальванические, субаквальные, лекарственные и фитованны, бассейны;
- минеральной водой: общие и местные ванны, орошение полостей и отдельных зон кожи, питьевая бальнеотерапия;
- теплом: парафинотерапия, озокеритотерапия, пелоидотерапия, торфотерапия, нафталанотерапия, псаммотерапия, глинотерапия, бани;
- холодом: криотерапия местная или общая;
- давлением: общие гипобаротерапия, гипербаротерапия и гипербарооксигенотерапия, локальная вакуумная терапия (банки), чередующаяся вакуумно-гипербаротерапия;
- ионизирующим излучением (радиоактивными веществами): радоновые ванны, питье радоновой воды;
- климатом: аэротерапия, гелиотерапия, ландшафтотерапия, талассотерапия, экотерапия;
- травами: фитованны, настои или отвары лекарственных растений;
- грязью: грязелечение;
- пиявками: гирудотерапия, в том числе по зонам, гирудорефлексотерапия, гирудоэнерготерапия;
- пчелами: пчелоужаление (апитерапия) по кожным зонам и биологически активным точкам, электро- и ультрафонофорез продуктов пчеловодства, мёдотерапия, прополисотерапия;
- книгами, музыкой: книготерапия, музыкотерапия;
- биологической энергией инь и ян: акупунктура (иглоукалывание, традиционная китайская медицина), электропунктура, лазеропунктура, магнитопунктура, гидропунктура, точечный массаж (акупрессура);
- невесомостью: невесомотерапия.

Каждый из разделов физиотерапии включает ряд методов, основанных на использовании того или иного физического фактора.
Электрофорез и фонофорез занимают промежуточное положение между физиотерапией и фармакотерапией, так как при этих физиотерапевтических процедурах физическое воздействие (электрический ток при электрофорезе и ультразвук при фонофорезе) используется для доставки лекарственных веществ через кожу и слизистые во внутренние ткани организма.

## Эффективность методов физиотерапии
В Российской Федерации многие из методов физиотерапии являются официально признанными, а в Европе и США они считаются экспериментальными методами без достоверной эффективности или методами альтернативной медицины, признанными неэффективными.
Эффективность доставки лекарств к целевой зоне при электрофорезе и при фонофорезе противоречит научным представлениям: непонятно, как вещество должно пересечь кожу и несколько слоёв тканей, но не попасть в кровеносные сосуды, по которым оно будет вымыто кровотоком.
К 2008 году выявлена безвредность и безрезультатность магнитотерапии при лечении онкологических заболеваний.
У терапии лазером низкой энергии обнаружен единственный эффект — небольшой нагрев тканей, благодаря которому происходит кратковременное уменьшение боли.
Акупунктура полностью основана на эффекте плацебо — если пациент верит в эффективность метода, боль кратковременно уменьшается. Причём акупунктура иногда (очень редко) вызывает серьёзные заболевания от инфекционных до пневмоторакса.
Транскраниальная микрополяризация вместо заявленного улучшения памяти и IQ, по данным исследований, опубликованных в журнале Nature в 2016 году, немного снижает IQ при тестировании или не даёт заметных изменений. Неосторожное применение этого метода, особенно на дому, может привести к ожогу кожи головы.
В доказательной медицине все вышеперечисленные методы, кроме ЛФК и массажа, не имеют научного подтверждения либо имеют доказанную неэффективность.
Эффективность ультразвуковой и ударно-волновой терапии не доказана, к примеру, исследование, авторы которого обнаружили эффект при лечении туннельного синдрома запястья, страдает методологическими ошибками.

## Эффективные методы лечения, использующие близкие с физиотерапией технологии
Кардиологи используют ультразвук для ускорения лизиса тромбов.

## Физиотерапевтическая и физическая реабилитация
Совокупность физиотерапевтических мер и мер физической реабилитации направлены на восстановление утраченного здоровья, степени функционального состояния и трудоспособности.
В западных странах и СНГ включают ЛФК, массаж, обучение, элементы психотерапии. Только в странах СНГ включают ещё мануальную терапию, иглорефлексотерапию, книго-музыко-терапию, методы курортологии.
На завершающих этапах (по показанию) игровые виды спорта, адаптирующие тренировки.

### Лечебная физкультура
Лечебная физическая культура (ЛФК) — медицинская дисциплина, применяющая средства физической культуры (в основном физические упражнения) с целью лечения и реабилитации больных и инвалидов, а также профилактики заболеваний[уточнить].
Перед сеансом ЛФК могут назначаться разогревающие (тепловые) процедуры, которые, возможно, уменьшают вероятность травм при выполнении упражнений так же, как разминка перед упражнениями, так как разогретые мышцы и связки становятся более эластичными[уточнить].